# بکری پایین
{{جعبه روستای ایران
|نام رسمی= بکری
|عرض جغرافیایی = ۳۴٫۲۶۸۶
|طول جغرافیایی = ۵۸٫۲۹۰۲
|تصویر= Bekri-khanik.JPG
|اندازه تصویر= 250
|توضیح تصویر=
|استان= خراسان جنوبی
|شهرستان= فردوس
|بخش= فردوس
|دهستان= برون
|نام بومی=بگری
|نام قدیمی=
|تاریخ بنیان‌گذاری=۵۹۲هجری
|جمعیت = ۱۷ نفر
|رشد جمعیت=+۷۰
|تراکم‌جمعیت=
|مساحت=۵'۷۹کیلومتر مربع
|ارتفاع= ۱٬۷۶۰ متر
|کد آماری    =
|پیش‌شماره=۳۲۵۴
|وبگاه=
|پانویس=
|وجود معادن=}طلا و اورانیوم}
بکری پایین، روستایی است در دهستان برون از توابع بخش اسلامیه شهرستان فردوس.

## جمعیت
بر پایه سرشماری عمومی نفوس و مسکن در سال ۱۳۸۵، جمعیت این روستا ۱۰ نفر بوده‌است.

## جغرافیا
بکری پایین در فاصله ۳۵ کیلومتری شمال شهر فردوس قرار داشته و مردمش به گویش تونی صحبت می‌کنند.